# Chełminiacy
Chełminiacy, Chełminianie (gwar. Chełminiaki, pot. Krzyżaki ) – grupa etnograficzna ludności polskiej zamieszkująca obszar Ziemi Chełmińskiej. 

## Gwara
Kultura ludowa Chełminiaków jest zbliżona jednocześnie do kujawskiej, kociewskiej i dobrzyńskiej. Razem z Kujawiakami i Dobrzyniakami mówią dialektem zbliżonym do gwary kujawskiej dialektu wielkopolskiego , ma jednak silne pozostałości dialektu mazowieckiego, co uwydatnia się na terenach zasiedlonych przez Kielmrów, czyli Chełminiaków i Dobrzyniaków (np. gwary ostródzkie, najbliższe gwarze chełmińskiej) . Użytkowników tych gwar zalicza się obecnie do Mazurów, czyli mieszkańców dawnego „całego Mazowsza”. W tym znaczeniu termin ten rozumiany był już w dobie staropolskiej.
Do cech ewidentnie mazowieckich w dialekcie chełmińskim należą m.in. końcówki „u” w odmianach, np. „stoju”, „widzu”, „klepiu”; „mierzwu”, „lampku”, „furtku”, „bryku”; „zielunu”, „czerwunu”, „mazistu” itp.
Obecnie przeważa pogląd, że Chełminiacy to odrębna grupa etnograficzna, posługująca się polskim lub staropolsko-słowiańskim dialektem chełmińskim . W obliczu ogromu słowiańskich archaizmów, germanizmów i latynizmów, można stwierdzić, że dialekt ten zbliżony jest do typowych dialektów kreolskich ukształtowanych przez setki lat, podobnie jak dialekt śląski. Dialektu chełmińskiego nie można zaliczyć do tzw. nowych dialektów mieszanych, gdyż po 1945 r. i obecnie przeważają w nim cechy autochtoniczne .
Również historycznie, uważa się, że to Chełminiacy i Ziemia Chełmińska z jej kulturą miała ogromny wpływ na regiony ościenne, jak Kociewie, Kujawy, południowa Warmia i zachodnie Mazury, a gospodarczy, kulturalny i religijny ośrodek chełmiński uważany był za jeden z ważniejszych w czasach I Rzeczypospolitej . To oddziaływanie widać też w zasięgu osadnictwa na prawie ziemskim chełmińskim, np. w Prusach i m.in. byli to etniczni Chełminiacy, w obszarze występowania nazwisk „Chełminiak” i „Kielmer” (analogicznie do Holendrów – Olędrów).
W dialekcie chełmińskim istnieje bogate słownictwo (kalki słowne, zapożyczenia, adaptacje) z języków dolnogermańskich, w tym niderlandzkich, łacińskich oraz (w mniejszym stopniu, głównie z 2 poł. XIX w.) z języków niemieckich (dziś tzw. germanizmy to duże uproszczenie, na Pomorzu i w Prusach panował – obok słownictwa starosłowiańskiego i staropolskiego – Plattdeutsch, czyli język dolnoniemiecki) .
W okolicach Grudziądza i Wąbrzeźna silniej wyodrębnia się zespół gwar z większą liczbą różnic dialektalnych, co dało podstawy podziału regionu pomiędzy dialekt chełmiński i gwary grudziądzko-wąbrzeskie.

## Etnonimia
Bardzo silnymi centrami gwary chełmińskiej były ośrodki miejskie, takie jak Chełmża i Chełmno , stąd nazwa własna "Chełminianie" odnosi się zarówno do mieszkańców stolicy historycznej regionu – Chełmna, obszaru dialektu chełmińskiego i Ziemi Chełmińskiej oraz stanowi jedność w pojęciu etnograficznym i kulturowo-językowym . 
Chełminianie nazywają siebie Chełminiakami (Chełminioki), Pomorzakami („my su Pumorzoki”) , a obecnie w całej Polsce rozpowszechnia się własne określenie Chełminiaków i etnograficzny wyróżnik tożsamości: „Krzyżaki”  .

## Kultura ludowa
Na odrębność i wyjątkowość grupy etnicznej Chełminian, zarówno z miast, jak i wsi, wpłynęło kilka znaczących czynników, takich jak:
- wielokulturowość i wielojęzyczność Ziemi Chełmińskiej w przeszłości; osadnictwo krzyżackie w wieku XIII, tj. romańsko-łacińskie, osadnictwo fryzyjskie, flamandzkie, holenderskie, włoskie, francuskie[8] , potem szkockie, nawet angielskie (od XIII do XVIII w.) oraz niemieckie w XVIII/XIX wieku[11] . Obok katolików żyli ewangelicy, Żydzi i mennonici. Warto odnotować, że w 1910 roku blisko połowa mieszkańców powiatu chełmińskiego mówiła językiem niemieckim (pod wpływem silnej germanizacji grup dolnoniemiecko-mennonickich z terenów wiejskich – tzw. Olędrów). W 1945 roku w Chełmnie i powiecie pozostało aż 70% autochtonów[11] .

- silne powiązanie miast Ziemi Chełmińskiej ze wsią. Handel i rzemiosło miejskie zajmowały się głównie skupem, przetwarzaniem produktów wsi lub produkcją dla niej[12] .

- wyraźne granice naturalne Ziemi Chełmińskiej, oparte na Wiśle, Osie i Drwęcy oraz dość częste zmiany przynależności państwowej i administracyjno–regionalnej. Ziemia Chełmińska należała kolejno do: Mazowsza, państwa Mieszka I, Królestwa Polskiego, ponownie do Księstwa Mazowieckiego, do państwa zakonu krzyżackiego, po pokoju toruńskim była częścią Prus Królewskich jako Województwo chełmińskie – region o silnej autonomii politycznej w I Rzeczypospolitej, po I rozbiorze do Królestwa Prus, następnie do województwa pomorskiego w czasach II RP[11] .

Powyższe zmiany i specyfika spajały region i tworzyły jego tożsamość.

### Obrzędy i zwyczaje
Zwyczajem wigilijnym było pieczenie nowego latka – ciastek w kształcie konia, krowy, kury, które poświęcano i dawano zwierzętom, by się zdrowo chowały. W Popielec domownicy obsypywali się nawzajem popiołem. W Wielki Czwartek chłopcy wędrowali po wsiach z terkotkami, wyganiając złe moce. Przygotowywali też „żur” z błota i wapna do smarowania okien w domach, gdzie były panny na wydaniu. Miało to przypominać o rychłym końcu Postu. Wielkanocne pisanki farbowano w łupinach cebuli, buraków, oziminy, kory olchy. W Poniedziałek Wielkanocny dzieci chodziły po domach smagając gospodarzy gałązkami i recytowały wierszyki, za co otrzymywały jajka i pieczywo. W Noc Świętojańską młodzież zapalała beczki ze smołą, tańczyła wokół ognisk i puszczała wianki na wodę.

### Kuchnia chełmińska
Wśród potraw ziemi chełmińskiej dominowały zupy: żur na zakwasie z gruboziarnistej mąki, jarmuż z lebiody i kaszy, kwas – z kaszy i ziemniaków, gotowany na soku z kiszonej kapusty, zupa z brukwi. Z ziemniaków przygotowywano zagraj – potrawę z dodatkiem żytniej zacierki, zaprawianą octem, słoniną lub mlekiem albo popularne kluski jedzone do dziś z kapustą, skwarkami, a także dodawane do czerniny z kaczej krwi. Pojawiała się też często zupa owocowa (muza), ze świeżych lub suszonych owoców, a w Wigilię – kompot z suszu.

### Architektura wsi chełmińskich
Wsie na ziemi chełmińskiej były nowoczesne, często murowane, z wyraźnym podziałem na osady typu dworskiego (folwarcznego) i wsie chłopskie (typu zagrodniczego).
W XIX w. i w początkach XX w. budownictwo ludowe ziemi chełmińskiej było zróżnicowane ze względu na stosowany materiał i konstrukcje ciesielskie. Dominowało drewno oraz konstrukcje szkieletowe wypełniane gliną. Wypełnienie z cegieł (tzw. mur pruski) występowało dość rzadko. Na przestrzeni XIX w. budynki drewniane i gliniane zastąpiono murowanymi. Na ziemi chełmińskiej występowały trzy rodzaje zagród chłopskich: polska, holenderska, oraz niemiecka. Powstały dość licznie budynki przemysłowe – olejarnie, młyny, folusze, tartaki, kuźnie. Krajobraz wiejski urozmaicały wiatraki – koźlaki, paltraki i holendry.